# Mohamed Tchité
Mohamed 'Mémé' Gasana Tchité (n. 31 ianuarie 1984) este un fotbalist burundez care joacă pentru clubul Sint-Truiden pe postul de atacant.

## Palmares

### Club
Prince Louis
- Burundi Premier League: 2001

Standard Liège
- Cupa Belgiei: 2010–11

Anderlecht
- Belgian Pro League: 2006–07
- Supercupa Belgiei: 2006, 2007

### Individual
- Burundian Revelation Footballer of the Year: 2001
- Belgian Footballer of the Year: 2006–07
- Belgian Ebony Shoe: 2007